# Giải Viện Hàn lâm Nhật Bản
Giải Viện Hàn lâm Nhật Bản (日本アカデミー賞 Nippon Akademī-shō) là loạt giải thưởng được trao bởi Viện Hàn lâm Nhật Bản cho các hạng mục điện ảnh diễn ra hàng năm từ năm 1978. Các hạng mục giải thưởng tương tự như Giải Oscar.
Bức tượng giải thưởng có số đo là 27 cm × 11 cm × 11 cm (10.7 in × 4.4 in × 4.4 in).

## Giải thưởng
- Phim điện ảnh hay nhất của năm
- Phim hoạt hình hay nhất của năm
- Đạo diễn xuất sắc nhất của năm
- Biên kịch xuất sắc nhất của năm
- Nam diễn viên chính xuất sắc nhất
- Nữ diễn viên chính xuất sắc nhất
- Nam diễn viên phụ xuất sắc nhất
- Nữ diễn viên phụ xuất sắc nhất
- Âm nhạc xuất sắc nhất
- Quay phim xuất sắc nhất
- Đạo diễn ánh sáng xuất sắc nhất
- Chỉ đạo nghệ thuật xuất sắc nhất
- Thu âm xuất sắc nhất
- Biên tập xuất sắc nhất
- Phim nước ngoài xuất sắc
- Giải thưởng do khán giả bình chọn
- Diễn viên trẻ của năm
- Giải thưởng Đặc biệt từ Chủ tịch Hiệp hội: Giải thưởng vinh danh những người có nhiều đóng góp trong nhiều năm (những người đã mất trong năm trao giải)
- Giải thưởng Đặc biệt từ Hiệp hội: Giải thưởng vinh danh những người có nhiều đóng góp trong nhiều năm.
- Giải thưởng Cống hiến đặc biệt từ Chủ tịch Hiệp hội: Vinh danh quá trình sản xuất của các đoàn làm phim
- Giải thưởng Shigeru Okada
- Giải thưởng Thành tích từ Chủ tịch Hiệp hội: Giải thưởng vinh danh những người có nhiều đóng góp trong nhiều năm.